# Bhāsa
Bhāsa var en indisk dramatiker, antagligen på 200-talet e. Kr.
Bhāsa var fram till 1910 bara känd genom citat. Detta år fann Ganapati Castri i en handskrift 13 dramer, till synes härrörande från en och samma författare, varav ett, Svapnavasavadatta, genom uppgifter i indisk litteratur var känt såsom stammande från Bhāsa. Bhāsas förnämsta drama är förutom det nämnda det för den indiska litteraturhistorien betydelsefulla Daridracarudatta, förebilden för Śudrakas Mṛcchakatika.